# معركة في الفضاء: هجمات أرمادا (فلم 2021)
معركة في الفضاء: هجمات أرمادا (بالإنجليزية: Battle in Space: The Armada Attacks) فيلم خيال علمي أمريكي لعام 2021 للمخرجين (أندرو جاكش - لوكاس كيندال - توبي روال - سكوت روبسون - سانجاي ف.شارما - لويس تينوكو)، عن قصة جوش جوتمان وسيناريو (أندرو جاكش - لوكاس كيندال - سانجاي ف.شارما - لويس تينوكو). البطولة للنجوم ديكلان تشرشل كارتر، وتوم فرح، وجيس جابور. صدر الفيلم يوم 12 يناير 2021.

## طاقم التمثيل
- ديكلان تشرشل كارتر: في دور جون الصغير

- توم فرح: في دور طيار

- جيس جابور: في دور مو

- تريب هوب: في دور أب

- ميا لاردنر: في دور ديبي

- أوليفر لاردنر: في دور نيكولاس

- غاري لويس: في دور الدكتور نول

- كاثلين ماسون: في دور أولد مان جين

- كايل ماسون: في دور الطفل

- ميلينا ماثيوز: في دور الملازمة أرسيس

- إريك بالادينو: في دور أب

- كريس ريكوينها: في دور صوت المقدمة

- دوغلاس تايت: في دور الراقص

- أندرو تروي: في دور جاك داوكنز

- ليندا وينريب: في دور السيدة دجاج

- يوي زهي: في دور فيليب سبير[2]

## ملخص أحداث الفيلم
تجري أحداث الفيلم في المستقبل البعيد، والبشرية انتشرت عبر المجرة وازدهرت، لكن دون توقع التهديد من كون آخر مواز، حيث تطورت فيه الحضارة باستخدام السحر بدلاً من العلم. لقد عبر الأجانب من ذلك الكون الآن إلى عالمنا ويسعون لتدمير كل ما بنته حضارة البشر. أمل البشرية الوحيد، يكمن في مجموعة صغيرة من المتمردين الذين يجتمعون معًا في أسطول لمحاولة القضاء على العدو. يتتبع هذا الفيلم قصص بعض سفنها.

## استقبال الفيلم
كتب موقع «بي آند اس عن الأفلام B and S About Movies»: «هذا الفيلم المليء بالمؤثرات والذي يأتي من ستة مخرجين، وخمس كتاب سيناريو، هو مجموعة من الأفلام القصيرة ذات قصة ملفوفة تضعهم في قصة واحدة. كل من هذه القصص تخبرنا المزيد عن هذا العالم الجديد، أو قد يكون هذا هو الهدف، لكن هذه كلها أفلام قصيرة تم إنتاجها سابقًا ولم يتم تصنيعها في الأصل لتتناسب معًا».
كتب موقع «ماي بلودي ريفيوزMy Bloody Reviews»: «أتوق إلى الأيام التي كان يترك فيها صانعو الأفلام بصماتهم في سوق الأفلام القصيرة ولكن لسوء الحظ، يبدو كل شيء هنا وكأنه ارتجاع للموضوعات بصريًا وداخل السطور التي شاهدناها من قبل. في الوقت الحاضر، يبدو أن الجميع يريدون اللعب بأمان وبدلاً من الخروج بأفكارهم الخاصة، يقوم بدلاً من ذلك بتقديم عروض آمنة».
منح موقع كالت فاكشون Cult Faction الفيلم خمسة نجوم من أصل عشرة، وكتب: «هناك بعض الأفكار الرائعة هنا والتي يجب استكشافها بالكامل. المشاهد لا يحصل على الاتصال الذي تحدثه جميع القصص في نفس الكون. بعد وضع المشهد مع اختطاف الأطفال في القصة الأولى، كان من العار ألا نشهد ما كان يحدث لهم عبر وجهات نظر مختلفة عبر الكون. وبدلاً من ذلك، حصلنا على بعض الأفكار الجيدة المفككة (بشكل أساسي) التي شعرت بضياعها معًا».

## وصلات خارجية
- معركة في الفضاء: هجمات أرمادا (فيلم 2021)
- معركة في الفضاء: هجمات أرمادا (فيلم 2021)